# فردوس (خراسان الجنوبية)
فردوس (بالإنجليزية: Ferdows)‏ هي مدينة تقع في قسم في إيران. يقدر عدد سكانها بـ 25,968 نسمة وترتفع عن سطح البحر 1,293 متر.

## المناخ
يظهر الجدول التالي التغييرات المناخية على مدار السنة لفردوس:
| البيانات المناخية لـفردوس                        | البيانات المناخية لـفردوس | البيانات المناخية لـفردوس | البيانات المناخية لـفردوس | البيانات المناخية لـفردوس | البيانات المناخية لـفردوس | البيانات المناخية لـفردوس | البيانات المناخية لـفردوس | البيانات المناخية لـفردوس | البيانات المناخية لـفردوس | البيانات المناخية لـفردوس | البيانات المناخية لـفردوس | البيانات المناخية لـفردوس | البيانات المناخية لـفردوس |
| الشهر                                            | يناير                     | فبراير                    | مارس                      | أبريل                     | مايو                      | يونيو                     | يوليو                     | أغسطس                     | سبتمبر                    | أكتوبر                    | نوفمبر                    | ديسمبر                    | المعدل السنوي             |
| ------------------------------------------------ | ------------------------- | ------------------------- | ------------------------- | ------------------------- | ------------------------- | ------------------------- | ------------------------- | ------------------------- | ------------------------- | ------------------------- | ------------------------- | ------------------------- | ------------------------- |
| متوسط درجة الحرارة الكبرى °م (°ف)                | 10.3 (50.5)               | 12.7 (54.9)               | 17.3 (63.1)               | 24.7 (76.5)               | 30.3 (86.5)               | 35.7 (96.3)               | 36.6 (97.9)               | 35.2 (95.4)               | 32.3 (90.1)               | 25.8 (78.4)               | 18.9 (66.0)               | 12.9 (55.2)               | 24.4 (75.9)               |
| المتوسط اليومي °م (°ف)                           | 5.2 (41.4)                | 7.5 (45.5)                | 12.1 (53.8)               | 19.3 (66.7)               | 24.9 (76.8)               | 30.3 (86.5)               | 31.4 (88.5)               | 29.5 (85.1)               | 25.8 (78.4)               | 19.3 (66.7)               | 12.7 (54.9)               | 7.3 (45.1)                | 18.8 (65.8)               |
| متوسط درجة الحرارة الصغرى °م (°ف)                | −1.0 (30.2)               | 0.7 (33.3)                | 4.7 (40.5)                | 10.5 (50.9)               | 14.9 (58.8)               | 19.7 (67.5)               | 21.8 (71.2)               | 19.2 (66.6)               | 14.5 (58.1)               | 9.3 (48.7)                | 4.3 (39.7)                | 0.9 (33.6)                | 10.0 (50.0)               |
| الهطول مم (إنش)                                  | 26.0 (1.02)               | 28.0 (1.10)               | 34.6 (1.36)               | 18.2 (0.72)               | 5.1 (0.20)                | 0.4 (0.02)                | 0.1 (0.00)                | 0.4 (0.02)                | 0.1 (0.00)                | 2.4 (0.09)                | 6.5 (0.26)                | 26.0 (1.02)               | 147.8 (5.82)              |
| متوسط أيام هطول الأمطار (≥ 0.01 mm)              | 7.0                       | 6.9                       | 8.3                       | 5.2                       | 2.5                       | 0.3                       | 0.1                       | 0.1                       | 0.1                       | 1.2                       | 2.6                       | 6.1                       | 40.4                      |
| ساعات سطوع الشمس الشهرية                         | 184                       | 198                       | 223                       | 261                       | 321                       | 358                       | 370                       | 366                       | 322                       | 279                       | 230                       | 185                       | 3٬297                     |
| المصدر: Iran Meteorological Organization (IRIMO) |                           |                           |                           |                           |                           |                           |                           |                           |                           |                           |                           |                           |                           |

## أعلام
- نثاري التوني